# Трубецкой, Алексей Владимирович
Алексей Викторович Трубецкий (род. 1971) — сотрудник российских органов государственной безопасности, генерал-лейтенант.

## Биография
Алексей Викторович Трубецкой родился 9 июля 1971 года в городе Орле (в некоторых публикациях говорится, что он родился в Приморском крае).
После окончания средней школы поступил в Высшее военное пограничное командное училище. В 1992 году окончил его и начал службу в пограничных войсках Российской Федерации.
В 2007 году окончил Пограничную академию Федеральной службы безопасности Российской Федерации.
На протяжении нескольких лет возглавлял Пограничное управление Федеральной службы безопасности Российской Федерации в Республике Абхазии.
В январе 2021 года назначен начальником Пограничного управления Федеральной службы безопасности Российской Федерации по Восточному арктическому району.